# Lista de prefeitos eleitos no Acre em 1988
Na formação desta lista foram consultados arquivos on line do Tribunal Regional Eleitoral e Tribunal Superior Eleitoral, sendo à época do pleito o Acre possuía 12 municípios.
A referida disputa aconteceu dois anos após as eleições estaduais no Acre em 1986 e aconteceu no dia 15 de novembro, ocasião em que Flaviano Flávio Baptista de Melo era governador do estado.

## Prefeitos eleitos peloPDS
O partido triunfou em 5 municípios, o equivalente a 41,67% do total.
| Bandeira              | Município      | Prefeito eleito              | Partido | Nascido em | UF      |
| --------------------- | -------------- | ---------------------------- | ------- | ---------- | ------- |
| Bandeira desconhecida | Feijó          | Francisco João de Sousa Lima | PDS     | Capanema   | Pará    |
| Mâncio Lima           | Mâncio Lima    | Helosman de Figueiredo       | PDS     | Mãe d'Água | Paraíba |
| Rio Branco            | Rio Branco     | Jorge Kalume                 | PDS     | Belém      | Pará    |
| Bandeira desconhecida | Sena Madureira | Ulisses D’Ávila Modesto      | PDS     |            |         |
| Bandeira desconhecida | Tarauacá       | Francisco Lopes Pessoa       | PDS     | Tarauacá   | Acre    |

## Prefeitos eleitos peloPMDB
O partido triunfou em 5 municípios, o equivalente a 41,67% do total.
| Bandeira              | Município         | Prefeito eleito             | Partido | Nascido em        | UF   |
| --------------------- | ----------------- | --------------------------- | ------- | ----------------- | ---- |
| Bandeira desconhecida | Brasiléia         | Aldemir Lopes da Silva      | PMDB    | Brasiléia         | Acre |
| Cruzeiro do Sul       | Cruzeiro do Sul   | Pedro da Silva Negreiros    | PMDB    |                   |      |
| Bandeira desconhecida | Manoel Urbano     | Manoel da Silva Almeida     | PMDB    | Sena Madureira    | Acre |
| Plácido de Castro     | Plácido de Castro | Luiz Pereira de Lima        | PMDB    | Plácido de Castro | Acre |
| Xapuri                | Xapuri            | Juarez Ribeiro Maciel Filho | PMDB    | Xapuri            | Acre |

## Prefeitos eleitos peloPFL
O partido triunfou em 2 municípios, o equivalente a 16,66% do total.
| Bandeira              | Município        | Prefeito eleito          | Partido | Nascido em | UF   |
| --------------------- | ---------------- | ------------------------ | ------- | ---------- | ---- |
| Bandeira desconhecida | Assis Brasil     | Antônio Barbosa de Souza | PFL     | Rio Branco | Acre |
| Bandeira desconhecida | Senador Guiomard | José Leite de Paula      | PFL     |            |      |